# قائمة أنواع اليشعور
يوجد عدة أنواع من جنس الاليشعور, منها:
- يشعور أجرد (الاسم العلمي:Polytrichum glabrum)
- يشعور أسامي (الاسم العلمي:Polytrichum assamicum)
- يشعور أسترالي (الاسم العلمي:Polytrichum novae-hollandiae)
- يشعور تسماني (الاسم العلمي:Polytrichum tasmanicum)
- يشعور جليدي (الاسم العلمي:Polytrichum glaciale)
- يشعور ذنبي (الاسم العلمي:Polytrichum caudatum)
- يشعور رايتي (الاسم العلمي:Polytrichum wrightii)
- يشعور سداسي (الاسم العلمي:Polytrichum hexagonum)
- يشعور سويسري (الاسم العلمي:Polytrichum helveticum)
- يشعور عرعري (الاسم العلمي:Polytrichum juniperinum)
- يشعور كاليفورني (الاسم العلمي:Polytrichum californicum)
- يشعور كوبي (الاسم العلمي:Polytrichum cubense)
- يشعور لبناني (الاسم العلمي:Polytrichum libani)
- يشعور مألوف (الاسم العلمي:Polytrichum commune)
- يشعور مختصر (الاسم العلمي:Polytrichum abbreviatum)
- يشعور مخطط (الاسم العلمي:Polytrichum strictum)
- يشعور منشاري (الاسم العلمي:Polytrichum serratum)
- يشعور منشوري (الاسم العلمي:Polytrichum manchuricum)
- يشعور نحيل الأوراق (الاسم العلمي:Polytrichum gracilifolium)
- يشعور هيمالايوي (الاسم العلمي:Polytrichum himalayanum)
- يشعور ياباني (الاسم العلمي:Polytrichum japonicum)
- يشعور يزوني (الاسم العلمي:Polytrichum yezoense)
- يشعور يوناني (الاسم العلمي:Polytrichum yunnanense)